# Gaston d'Andlau
Pour les articles homonymes, voir Ardouin, Arduin et Hardouin.
Joseph-Hardouin-Gaston, comte d'Andlau (1er janvier 1824 - Nancy (Meurthe) ✝ janvier 1892 - Buenos Aires (Argentine)), est un militaire et homme politique français du XIXe siècle.

## Biographie

### Carrière militaire
Joseph-Hardouin-Gustave est le fils de Armand-Gaston-Félix d'Andlau, maréchal de camp qui s'était fixé dans l'Oise où il représentait le canton de Liancourt au conseil général.
Sorti en 1844 (1842-1844 : promotion du Tremblement), le second, de l'école de Saint-Cyr, il passa à l'école d'état-major. Lieutenant en 1847, capitaine en 1850, lieutenant-colonel en 1864 et colonel en 1869, il avait pris part successivement aux guerres de Crimée et d'Italie, et avait été promu officier de la Légion d'honneur en 1861.
Il fut officier d'ordonnance de Napoléon III.
Il avait rempli des fonctions diplomatiques à Vienne (Autriche), ainsi que diverses missions militaires en Allemagne, lorsque éclata la guerre de 1870.
Chargé du service des opérations au grand état-major de l'armée du Rhin, il assista aux diverses batailles qui furent livrées autour de Metz, et fut, après la capitulation de Bazaine, conduit prisonnier en Allemagne et interné à Hambourg.
Il n'attendit pas son retour en France pour exprimer, dans une lettre du 27 novembre 1870, qui fut rendue publique, les sentiments qu'avait inspirés à la garnison de Metz la trahison de son chef ; il fut mis en disponibilité.
Rendu à la liberté, il publia sous cette signature transparente: « Un officier supérieur de l'armée du Rhin », un livre intitulé Metz, campagnes et négociations (1871) qui obtint un vif succès. L'auteur, bientôt dévoilé, fut appelé comme témoin au procès Bazaine : sa déposition fut accablante pour l'accusé.

### Ausénatde laIIIeRépublique
Porté dans le département de l'Oise aux élections sénatoriales du 30 janvier 1876, comme candidat constitutionnel, se déclarant « rallié au nouvel ordre de choses institué par l'assemblée, » il fut élu au second tour de scrutin, le 3e et dernier, par 484 voix sur 778 votants.
Il siégea dans la fraction la moins avancée du centre gauche, et bien qu'il se fût prononcé pour la forme républicaine, il vota plus d'une fois avec la droite, ou s'abstint, comme dans le scrutin (juin 1877) sur la dissolution de la Chambre des députés.
L'année d'après (février 1878), il fut parmi les sénateurs « constitutionnels » qui se rapprochèrent timidement de la gauche.
Il fut réélu par son département le 5 janvier 1879, avec 525 voix sur 774 votants, soutint de ses votes les ministères Dufaure et Waddington, se prononça néanmoins contre le retour des Chambres à Paris, vota en 1880 contre l'art. 7, et continua de flotter entre la gauche et la droite.
Il était général de brigade du 14 janvier 1879.

### Scandale des décorations
Dans ces dernières années, le général d'Audlau, dont la situation pécuniaire était de plus en plus embarrassée, avait peu à peu délaissé la politique pour s'occuper d'affaires. Compromis en 1887 dans les scandales de la « vente des décorations », il fut impliqué, au mois de novembre, dans un procès correctionnel, qui se termina par sa condamnation à 5 ans de prison et 3 000 francs d'amende pour « délit d'escroquerie ».

« - Attendu, dit le jugement rendu par la 10e chambre correctionnelle, que le général comte d'Andlau, voulant à tout prix se procurer de l'argent, tenait à son domicile une agence de décorations ... qu'il a eu recours à plusieurs personnes chargées de rechercher les gens qui pouvaient désirer la croix de la Légion d'honneur, moyennant une somme d'argent versée à titre de prêts ou de dons, en échange de la promesse qui leur serait faite de les faire décorer, promesse que le général d'Andlau, aussi bien que ses auxiliaires, savait très bien ne pouvoir et ne devoir jamais être réalisée,... etc. »

Ce jugement a été rendu par défaut, M. d'Andlau ayant quitté précipitamment le territoire français après les premières perquisitions opérées à son domicile.
Le comte d'Andlau fut déchu de son siège de sénateur le 13 octobre 1887, et suspendu de tous ses droits de membre de la Légion d'honneur par décret du 30 décembre suivant, « aussi longtemps qu'il n'aura pas été jugé contradictoirement ou que le jugement rendu par défaut contre lui ne sera pas devenu définitif ». Il fut rayé des contrôles le 12 février 1893.

## Titres
- Comte d'Andlau (1860).

## Distinctions
- Officier de la Légion d'honneur (27 décembre 1861)[5]
- Chevalier de l'ordre de Pie IX
- Ordre du Médjidié
- Médaille commémorative de Crimée
- Médaille commémorative de la campagne d'Italie (1859)

## Armoiries
| Figure | Blasonnement                                              |
|        | Armes de la Maison d'Andlau D'or, à la croix de gueules., |

## Vie familiale
Fils de Armand-Gaston-Félix d'Andlau (16 novembre 1779 - Paris ✝ 16 juillet 1860 - château de Verderonne), écuyer de Napoléon Ier, comte d'Andlau et de l'Empire, commandeur de la Légion d'honneur et Pauline Joséphine d'Hennezel de Gemmelaincourt (15 décembre 1804 - Nancy ✝ 26 janvier 1873 - château de Verderonne), Joseph Hardouin Gustave épousa, le 28 février 1860, Berthe Le Pelletier de Saint-Rémy (née en 1840). Ensemble, ils eurent :
1. Marie Pauline Anne Mathilde (née le 9 mai 1861) ;
2. Blanche Marie Laurence (4 juin 1865 ✝ 31 janvier 1953), mariée, le 25 avril 1893, avec René de Sercey (1855 ✝ 1912), ministre plénipotentiaire, dont postérité.